# Mathod
Mathod is een gemeente en plaats in het Zwitserse kanton Vaud, en maakt deel uit van het district Jura-Nord vaudois.
Mathod telt 493 inwoners.

## Geboren
- Édouard Debétaz (1917-1999), notaris en politicus

## Externe link

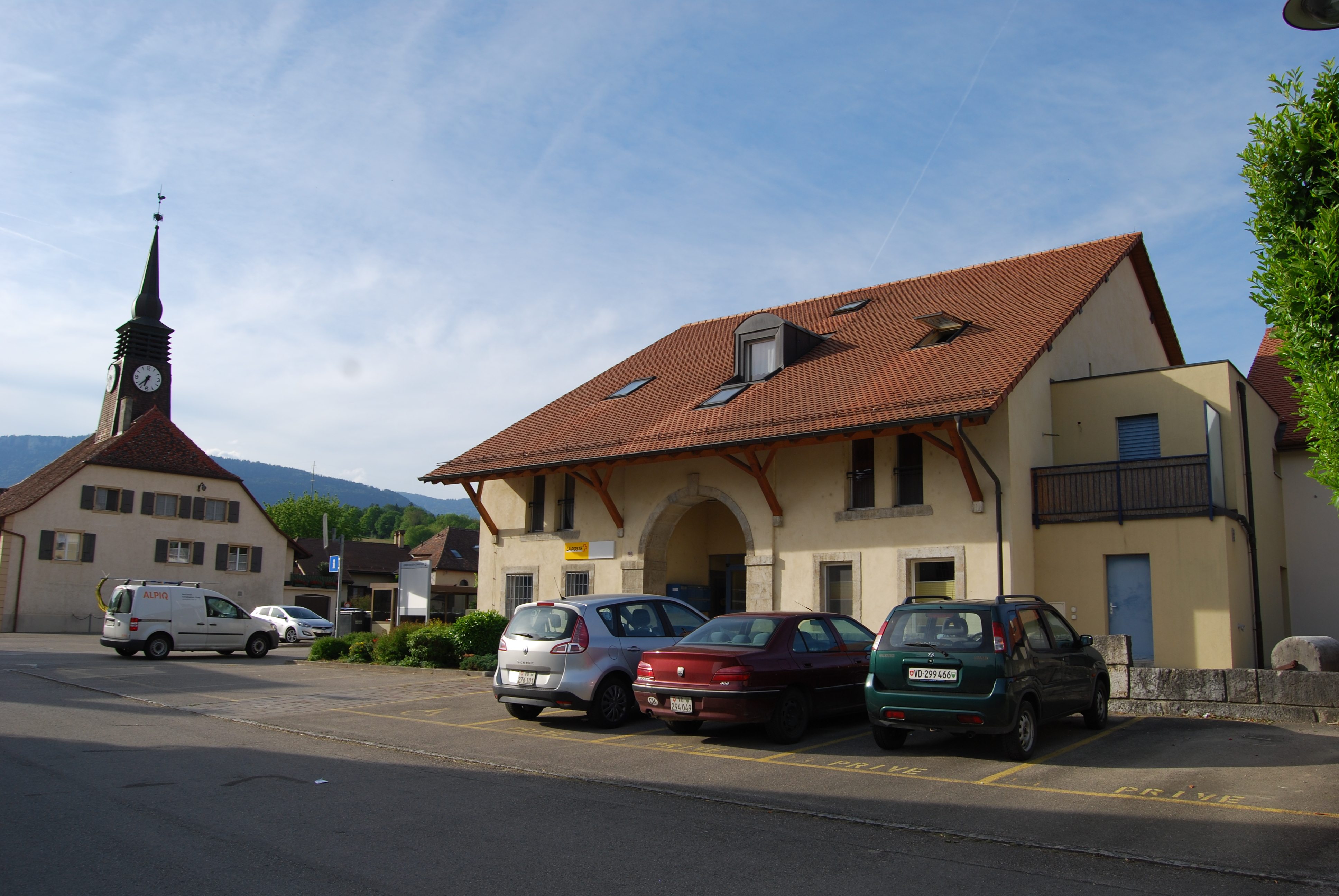
Mathod